# Persolfuro
In chimica, il persolfuro si riferisce al gruppo funzionale {\displaystyle {\ce {R-S-S-H}}}. I persolfuri sono intermedi nella biosintesi delle proteine ferro-zolfo e sono invocati come precursori dell'acido solfidrico (H2S), una molecola di segnalazione.

## Nomenclatura
La nomenclatura utilizzata per i composti organosolforati è spesso non sistematica. A volte i persolfuri sono chiamati idrodisolfuri per evitare ulteriormente confusione con i disolfuri con il raggruppamento R-S-S-R, sottolineando la presenza di un H a un'estremità di un legame disolfuro.

## Proprietà
Rispetto ai tioli (R-S-H), i persolfuri sono rari. Sono termodinamicamente instabili rispetto alla perdita di zolfo elementare:
{\displaystyle {\ce {RSSH -> RSH + {\frac {1}{8}}S8}}}
Tuttavia, i persolfuri sono spesso cineticamente stabili.
Il legame S-H è sia più acido che più fragile rispetto ai tioli. Questo può essere visto nell'energia di dissociazione del legame di un tipico persolfuro, che è 22 kcal/mol più debole di un tipico tiolo, e la costante di dissociazione acida pKa inferiore di circa 6,2 per i persolfuri rispetto a 7,5 per i tioli. Pertanto, i persolfuri esistono prevalentemente nella forma ionizzata a pH neutro. Questo effetto è attribuito alla stabilità del radicale RSS·.

## Struttura e reazioni
La struttura del tritile persolfuro è stata determinata mediante cristallografia a raggi X. La lunghezza del legame S-S è di 204 pm e l'angolo diedro C-S-S-H è di 82°. Questi parametri non sono eccezionali. (C6H5)3CSSH si comporta come una fonte di zolfo, illustrato dalla sua reazione con trifenilfosfina ((C6H5)3P) a dare solfuro di trifenilfosfina e trifenilmetantiolo:
{\displaystyle {\ce {(C6H5)3CSSH + P(C6H5)3 -> (C6H5)3CSH + SP(C6H5)3}}}

## Ruoli biosintetici e catabolici
I cofattori 4-tiouridina e tiamina sono prodotti dall'azione dei persolfuri. La cistationasi genera il persolfuro di cisteina (a volte chiamato tiocisteina) dalla cistina.
I persolfuri sono stati considerati come intermedi nella biodegradazione del solfuro di carbonio (CS2) e del mercaptopiruvato.